# Elecciones municipales de 2019 en Villarejo de Salvanés
Las elecciones municipales de 2019 se celebraron en Villarejo de Salvanés el domingo 26 de mayo, de acuerdo con el Real Decreto de convocatoria de elecciones locales en España dispuesto el 1 de abril de 2019 y publicado en el Boletín Oficial del Estado el día 2 de abril. Se eligieron los 13 concejales del pleno del Ayuntamiento de Villarejo de Salvanés, a través de un sistema proporcional (método d'Hondt), con listas cerradas y un umbral electoral del 5 %.

## Candidaturas
En abril de 2019 se publicaron 6 candidaturas, el PSOE con María de los Ángeles García Huertes en cabeza, el PP con Silvia Martínez Domingo a la cabeza; Ciudadanos con Jesús Díaz Robodo a la cabeza; Podemos con Eva María de Gregorio González a la cabeza e Izquierda Unida-Madrid en Pie con Francisco Javier Manrique Carmona en cabeza.

## Resultados
Tras las elecciones, Ciudadanos consiguió alzarse como el vencedor de las elecciones y entrar por primera al consistorio con 5 concejales; por su parte, el PSOE mantuvo sus 5 concejales al igual que en la anterior legislatura. El PP se convirtió en el perdedor de las elecciones pasando de 7 concejales a solo 3.
| Candidatura                   | Candidatura                              | Votos | %                                       | Escaños                                 |
| ----------------------------- | ---------------------------------------- | ----- | --------------------------------------- | --------------------------------------- |
|                               | Ciudadanos-Partido de la Ciudadanía (Cs) | 1371  | 35,43                                   | 5                                       |
|                               | Partido Socialista Obrero Español (PSOE) | 1318  | 34,06                                   | 5                                       |
|                               | Partido Popular (PP)                     | 938   | 24,24                                   | 3                                       |
|                               |                                          |       |                                         |                                         |
| Podemos                       | Podemos                                  | 174   | 4,5                                     | 0                                       |
| Izquierda Unida-Madrid en Pie | Izquierda Unida-Madrid en Pie            | 22    | 0,57                                    | 0                                       |
| Votos en blanco               | Votos en blanco                          | 47    | 1,21                                    | n/a                                     |
| Votos válidos                 | Votos válidos                            | 1.400 | 100,00                                  | 13                                      |
| Votos nulos                   | Votos nulos                              | 64    | Participación: · \| \| 72,25 % \| 1,94% | Participación: · \| \| 72,25 % \| 1,94% |
| Votantes                      | Votantes                                 | 3.934 | Participación: · \| \| 72,25 % \| 1,94% | Participación: · \| \| 72,25 % \| 1,94% |
| Electores                     | Electores                                | 5.445 | Participación: · \| \| 72,25 % \| 1,94% | Participación: · \| \| 72,25 % \| 1,94% |
|                               | 72,25 %                                  |       |                                         |                                         |

## Concejales electos
| N.º | Nombre                              | Lista | Lista |
| --- | ----------------------------------- | ----- | ----- |
| 1   | Jesús Díaz Roboso                   |       | Cs    |
| 2   | María de los Ángeles García Huertes |       | PSOE  |
| 3   | Silvia Martínez Domingo             |       | PP    |
| 4   | Adrián Díaz Domingo                 |       | Cs    |
| 5   | Miguel Martínez Cruz                |       | PSOE  |
| 6   | Francisco Javier Jiménez García     |       | PP    |
| 7   | Antonio Rivas Ayuso                 |       | Cs    |
| 8   | María Carmen Vellisca Sánchez       |       | PSOE  |
| 9   | María del Carmen Fraile Martínez    |       | Cs    |
| 10  | Juan Carlos González Redondo        |       | PSOE  |
| 11  | Isidoro León Sánchez                |       | PP    |
| 12  | Mónica García Iglesias              |       | Cs    |
| 13  | Manuel Díaz Orcera                  |       | PSOE  |